# Ignacio M. García
Ignacio M. García (Nuevo Laredo, Tamaulipas, México, 1950) es un profesor de Historia del Oeste de Estados Unidos en la Universidad Brigham Young (BYU). Ha escrito cuatro libros relacionados con la política y la historia mexicano-estadounidense.
Se graduó en la Universidad de Texas A&I en 1976 y obtuvo los títulos de máster y doctor en la Universidad de Arizona. Mientras era un estudiante en la Universidad de Arizona sirvió como obispo de la Iglesia de Jesucristo de los Santos de los Últimos Días en Tucson. Mientras trabajaban en su maestría y en su doctorado impartió clases en la Universidad de Arizona y en el Pima County Community College. Entre 1993 y 1995 fue profesor en la Universidad de Texas A&M en Corpus Christi.
Desde 1995 es profesor en la Universidad Brigham Young, donde formó parte de la junta directiva del Centro Rey L. Pratt para Estudios Latinoamericanos y para el Comité de Admisiones.

## Obras
- Viva Kennedy: Mexican Americans in Search of Camelot
- Chicanismo: The Forging of a Militant Ethos Among Mexican Americans
- Hector P. García: In Relentless Pursuit of Justice
- United We Win: The Rise and Fall of La Raza Unida Party